# UFC 251
UFC 251: Usman vs. Masvidal（ユーエフシー・ツーフィフティーワン：ウスマン・バーサス・マスヴィダル）は、アメリカ合衆国の総合格闘技団体「UFC」の大会の一つ。2020年7月11日、アラブ首長国連邦アブダビ・ヤス島のファイトアイランド内フラッシュ・フォーラムで開催された。

## 大会概要
本大会では、王者カマル・ウスマンと挑戦者ホルヘ・マスヴィダルによるUFC世界ウェルター級タイトルマッチ、王者アレクサンダー・ヴォルカノフスキーと挑戦者マックス・ホロウェイによるUFC世界フェザー級タイトルマッチ、ピョートル・ヤンとジョゼ・アルドによるUFC世界バンタム級王座決定戦が組まれた。

## ファイトアイランド
世界的な新型コロナウイルスの感染拡大による影響で、アメリカ合衆国への入国が困難なアメリカ合衆国以外の国を拠点とする選手が試合を行える場所として構想された。
ヤス島内に、11平方キロメートルのセーフゾーンが設けられ、セーフゾーン内は、選手およびコーチ陣、記者、UFC関係者、セーフゾーン内の施設で働く現地スタッフおよび施設設営に携わる現地作業員以外は立ち入りを禁止される。逆にセーフゾーン内に入るとセーフゾーンの外には出ることが出来なくなる。
セーフゾーン内には、試合会場（フラッシュ・フォーラム）、7つのホテル、複数のトレーニング施設、12のレストラン、および売店などがあり、砂浜（ヤス・ビーチ）にはトレーニング兼プロモーション用のオクタゴンが設置された。
本大会から始まるファイトアイランドで開催されるUFC on ESPN 14までの4大会で、チャーター機による世界4都市からのフライトは22回行われ、630人が運ばれる予定。
UFCとアブダビ文化観光局の契約により、チャーター機の費用を含めた渡航費、セーフゾーンのインフラ構築費、セーフゾーン内の施設設営および運営費、新型コロナウイルス検査費用、宿泊・食事費用等を全てアブダビ政府が負担した。

## 実施された新型コロナウイルス対策
- アブダビへのチャーター機が出航する、ラスベガス、サンパウロ、ロンドン、モスクワの各空港に、選手およびコーチ陣、記者、UFC関係者は集まり、新型コロナウイルスの感染検査を受け、出航までの36～48時間隔離される[8][9][3]。
- アブダビ到着後には隔離された特別ターミナルを通過後に、空港かホテルで2回の新型コロナウイルス感染検査を受け、48時間隔離される[8][9][3]。さらに計量時とアブダビ出国前にも新型コロナウイルス感染検査を受ける[8][9][3]。
- 記者やUFC関係者も、アブダビ到着時に2回と、計量時およびアブダビ出国時に、新型コロナウイルス感染検査を受ける[10]。
- アブダビ滞在中は、ホテルの自室かトレーニング時以外は、マスクの着用が常に義務付けられる[11]。
- 各選手には、ポータブルサウナとトレーニングマットを備えたプライベートトレーニング室が用意され、使用毎に消毒作業が実施される[11]。
- 食事は、客席の定員が30％までに制限されたレストランか、ケータリングを利用してホテルの自室でとる[11]。
- ホテルの部屋は定期的に消毒作業が実施される[11]。
- 可能な限り2メートル以上の社会的距離を保つことが求められる[11]。
- 人の出入りが多い時間帯にはエレベーターを使用するごとに消毒する係員を配置されたり、トイレでは、便器や洗面台が一つ置きにしか使用できないように封印されているなど、細部に渡って感染対策が徹底される[10]。
- セーフゾーン内の、ホテルやレストランや試合会場等の施設で働く現地スタッフと、施設設営の現地作業員の約740人は、事前に数週間前から隔離され新型コロナウイルス感染検査を複数回受ける[12][13][14]。
- セーフゾーン内には3つの医療施設が所在し、医療関係者が常駐する[4]。
- ホテル内にあるジムは入室が21人までに制限され、消毒のため2時間ごとに閉鎖される[11]。
- プールやスパは閉鎖されるが、敷地内のゴルフ場やF1アブダビグランプリのサーキットコースなどのアトラクションは利用できる[11]。
- 試合会場のフラッシュ・フォーラムの入り口には、表面細菌の99％を殺菌するミストトンネルが設置される[13]。
- オクタゴンは試合毎に消毒作業が実施される[13]。

## 試合結果

### アーリープレリム
第1試合 バンタム級 5分3R
○  デイビー・グラント vs.  マーティン・デイ ×
3R 2:38 KO（左フック）
第2試合 141ポンド契約 5分3R
○  カロル・ロサ vs.  バネッサ・メロ ×
3R終了 判定3-0（30-26、30-26、30-27）
※メロの体重超過によりバンタム級から変更。
第3試合 129ポンド契約 5分3R
○  ハウリアン・パイバ vs.  ジャルガス・ジュマグロフ ×
3R終了 判定3-0（29-28、29-28、29-28）
※パイバの体重超過によりフライ級から変更。
第4試合 ヘビー級 5分3R
○  マルチン・ティブラ vs.  マキシム・グリシン ×
3R終了 判定3-0（30-27、30-27、30-26）

### プレリミナリーカード
第5試合 ライト級 5分3R
○  レオナルド・サントス vs.  ロマン・ボガトフ ×
3R終了 判定3-0（30-26、30-26、30-26）
第6試合 フェザー級 5分3R
○  マクワン・アミルカーニ vs.  ダニー・ヘンリー ×
1R 3:15 アナコンダチョーク
第7試合 ウェルター級 5分3R
○  ムスリム・サリコフ vs.   エリゼウ・ザレスキ・ドス・サントス ×
3R終了 判定2-1（30-27、28-29、29-28）
第8試合 ライトヘビー級 5分3R
○　 イリー・プロハースカ vs.　 ヴォルカン・オーズデミア ×
2R 0:49 KO（右フック）

### メインカード
第9試合 女子フライ級 5分3R
○  アマンダ・ヒバス vs.  ペイジ・ヴァンザント ×
1R 2:21 腕ひしぎ十字固め
第10試合 女子ストロー級 5分3R
○  ローズ・ナマユナス vs.  ジェシカ・アンドラージ ×
3R終了 判定2-1（29-28、28-29、29-28）
第11試合 UFC世界バンタム級王者決定戦 5分5R
○  ピョートル・ヤン vs.  ジョゼ・アルド ×
5R 3:24 TKO（パウンド）
※ヤンが王座獲得。
第12試合 UFC世界フェザー級タイトルマッチ 5分5R
○  アレクサンダー・ヴォルカノフスキー vs.  マックス・ホロウェイ ×
5R終了 判定2-1（47-48、48-47、48-47）
※ヴォルカノフスキーが王座の初防衛に成功。
第13試合 UFC世界ウェルター級タイトルマッチ 5分5R
○  カマル・ウスマン vs.  ホルヘ・マスヴィダル ×
5R終了 判定3-0（50-45、50-45、49-46）
※ウスマンが2度目の王座防衛に成功。

### 各賞
ファイト・オブ・ザ・ナイト：ローズ・ナマユナス vs. ジェシカ・アンドラージ
パフォーマンス・オブ・ザ・ナイト：イリー・プロハースカ、デイビー・グラント
各選手にはボーナスとして5万ドルが授与された。

### カード変更
負傷などによるカードの変更は以下の通り。